# 小島与一
小島 与一（こじま よいち、明治19年（1886年）8月18日 - 昭和45年（1970年）6月6日）は博多人形師。
福岡県福岡市中市小路生まれ。市小路小学校（現・福岡市立博多小学校）卒後、日本画家・上田鉄耕に師事した。そのあと、博多人形師の白水六三郎に入門。
代表作「三人舞妓」は、1925年のパリ万国博覧会で銀賞を受賞し、博多人形(ハカタ・ドール)の美しさを全世界に知らしめた作品で、博多人形の最高峰と言われている。本作の現物は、昭和57年(1982年)の福岡展覧会に出品されたのを最後に行方知れずとなっていたが、2019年(令和元年)12月10日放送の『開運!なんでも鑑定団』で出品され、林直輝(日本人形文化研究所 所長)による鑑定の結果、800万円の値がついた。なお、博多の中心地・那珂川に架かる福博であい橋の中洲側の袂には、本作を模した銅像が建っている。名人しての評価を受け、多くの弟子を育成した。
火野葦平の小説「馬賊芸者」のモデルともいわれている。歌人吉井勇の歌に「人形師与一の髪のいや白し 艶話の主のいまや老いさぶ」と歌われた。